# Trujillanos
Trujillanos é um município da Espanha na comarca de Tierra de Mérida - Vegas Bajas, província de Badajoz, comunidade autónoma da Estremadura, de área 20,3 km². Em 2021 tinha 1 389 habitantes (densidade: 68,4 hab./km²).

## Demografia
| Variação demográfica do município entre 1991 e 2004 [carece de fontes?] | Variação demográfica do município entre 1991 e 2004 [carece de fontes?] | Variação demográfica do município entre 1991 e 2004 [carece de fontes?] | Variação demográfica do município entre 1991 e 2004 [carece de fontes?] |
| ----------------------------------------------------------------------- | ----------------------------------------------------------------------- | ----------------------------------------------------------------------- | ----------------------------------------------------------------------- |
| 1991                                                                    | 1996                                                                    | 2001                                                                    | 2004                                                                    |
| 942                                                                     | 1257                                                                    | 1332                                                                    | 1337                                                                    |